# Gabriel Sabattier
Gabriel Sabattier, né le 2 août 1892 à Paris et mort le 22 mai 1966, était un général français (général de division).

## Biographie
Admis à l'École militaire de Saint-Cyr en 1913.
De 1939 à 1940 : commandant du 21e Régiment Colonial.
En 1942, il devient gouverneur militaire à Hanoi, en Indochine et général commandant la Cochinchine, en Indochine.
1944 : commandant de la Division du Tonkin.
Promu général de division le 20 février 1945.
Le 9 mars 1945, Il est le délégué général du Général de Gaulle, au moment du coup de force japonais. Il dirigera la mission militaire française à Chongqing. Il en sera écarté par de Gaulle en août 1945.
Il est l'auteur d'un copieux volume de souvenirs sur son expérience en Indochine : Le destin de l'Indochine, souvenirs et documents : 1941-1951 (Paris, Plon, 1952, IV-467 p.) - Prix Eugène Carrière de l’Académie française en 1954

## Distinctions
- Grand officier de la légion d'honneur[1]